# Rodriguezia caloplectron
Rodriguezia caloplectron är en orkidéart som beskrevs av Heinrich Gustav Reichenbach. Rodriguezia caloplectron ingår i släktet Rodriguezia och familjen orkidéer. Inga underarter finns listade i Catalogue of Life.